# Lubin Manufacturing Company
Lubin Manufacturing Company – amerykańska wytwórnia filmowa założona przez Siegmunda Lubina w 1896 roku i działająca do 1916. Wytwórnia produkowała m.in. melodramaty, komedie i westerny. Z wytwórnią współpracowali m.in. Florence Lawrence, Oliver Hardy, Pearl White, Arthur Johnson, Romaine Fielding i scenarzysta Epes Winthrop Sargent. 
Od 1910 roku studio wytwórni mieściło się w przemysłowej dzielnicy Filadelfii, natomiast od 1912 wytwórnia zyskała jeszcze jeden obiekt – duże studio w Betzwood w Pensylwanii. Kolejne obiekty Lubin Manufacturing Company mieściły się na Florydzie i w Kalifornii. W 1914 roku doszło do dużego pożaru w filadelfijskim studiu wytwórni, co było jedną z przyczyn kłopotów finansowych firmy. 
Firma należała do stowarzyszenia producentów filmowych Motion Picture Patents Company (tzw. Trust Edisona) i była pierwszym jej członkiem, który rozpoczął produkcję filmów pełnometrażowych.
Lubin Manufacturing Company zbankrutowało w 1915 roku za sprawą kłopotów finansowych (spowodowanych m.in. utratą rynków zamorskich w związku z wybuchem I wojny światowej i kłopotami prawnymi), coraz większej konkurencji i zmniejszonym zapotrzebowaniem na filmy krótkometrażowe.